# Julius Weisbach

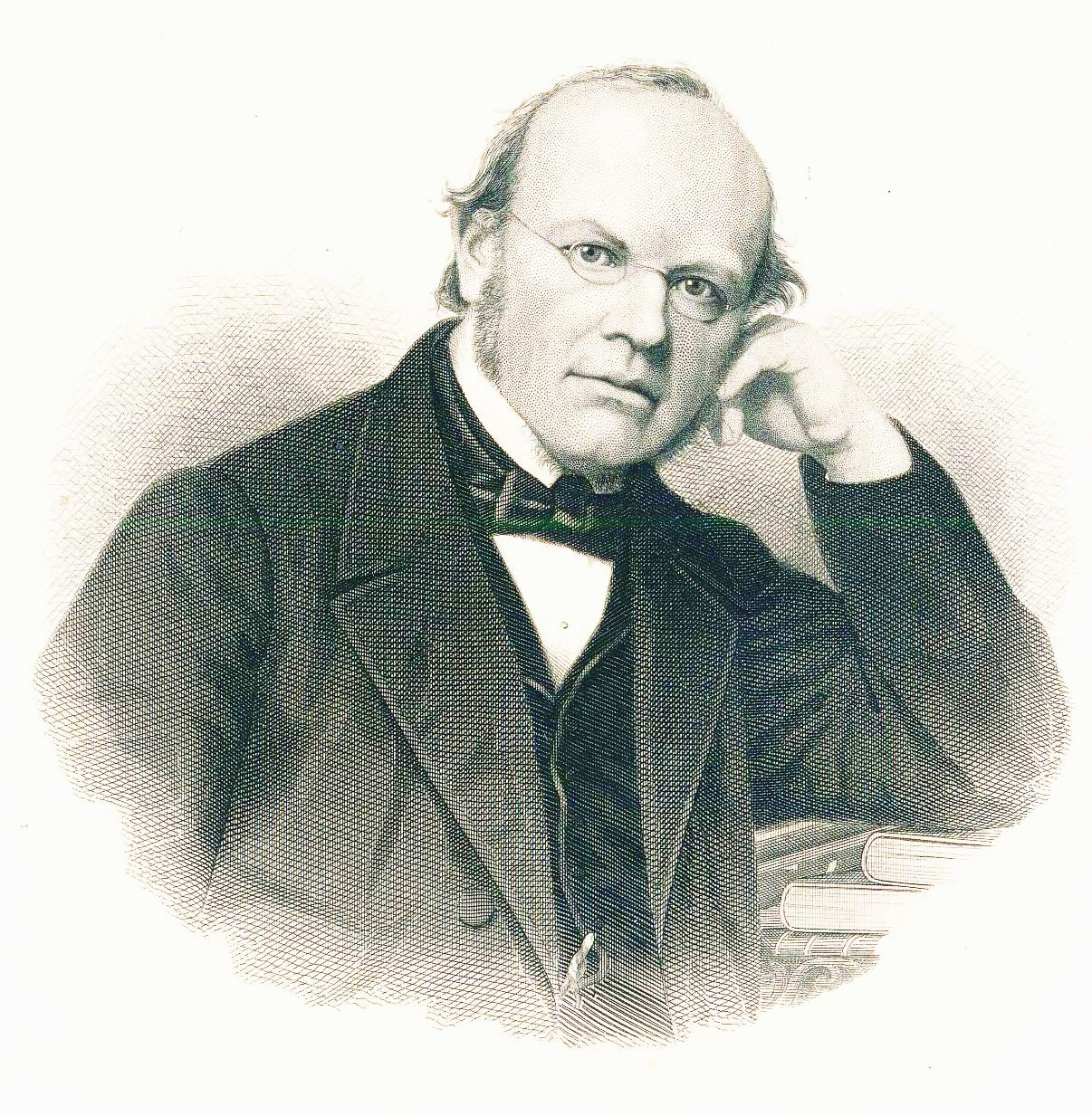
Julius Weisbach

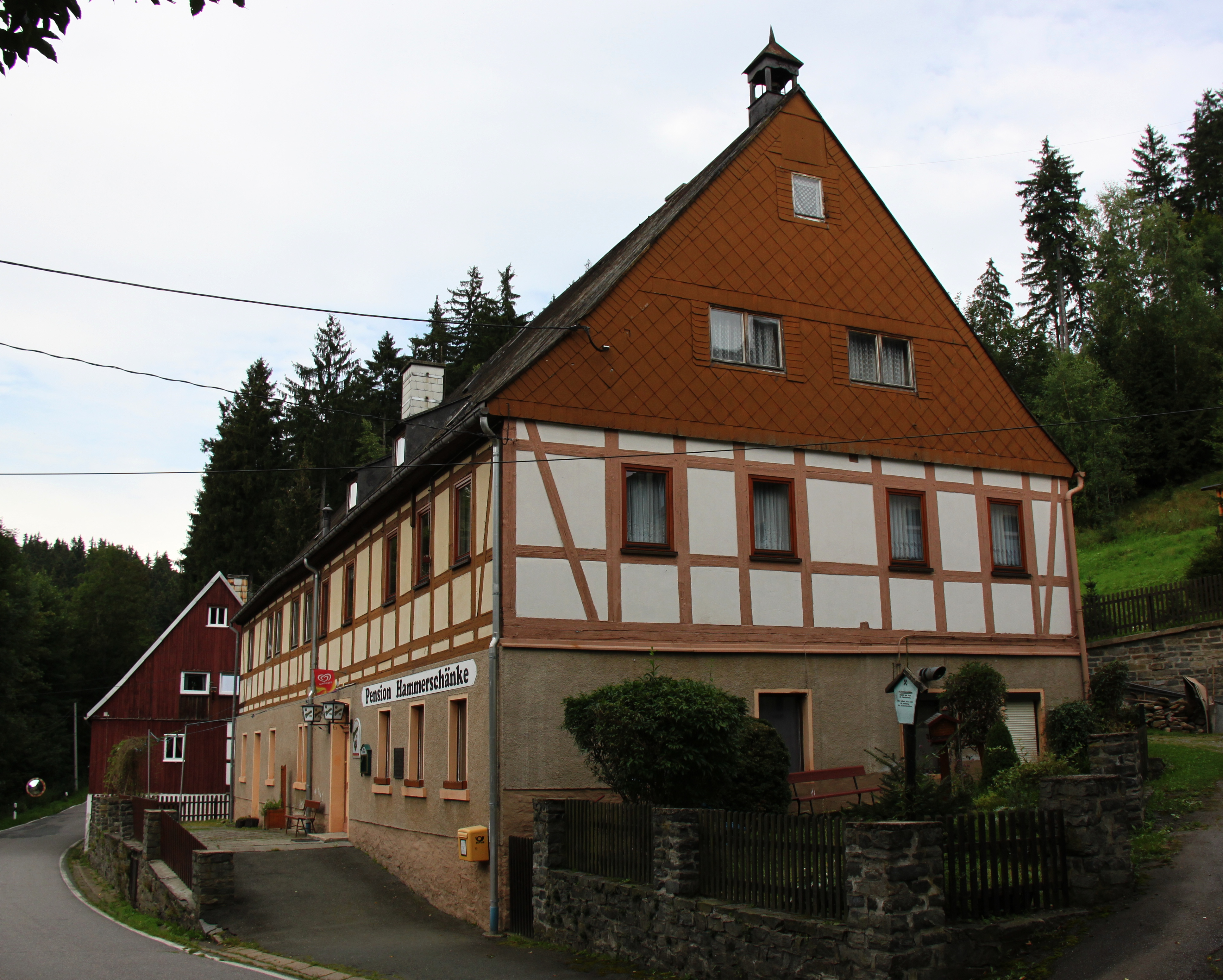
Hammerschänke Mittelschmiedeberg, Geburtshaus von Julius Ludwig Weisbach

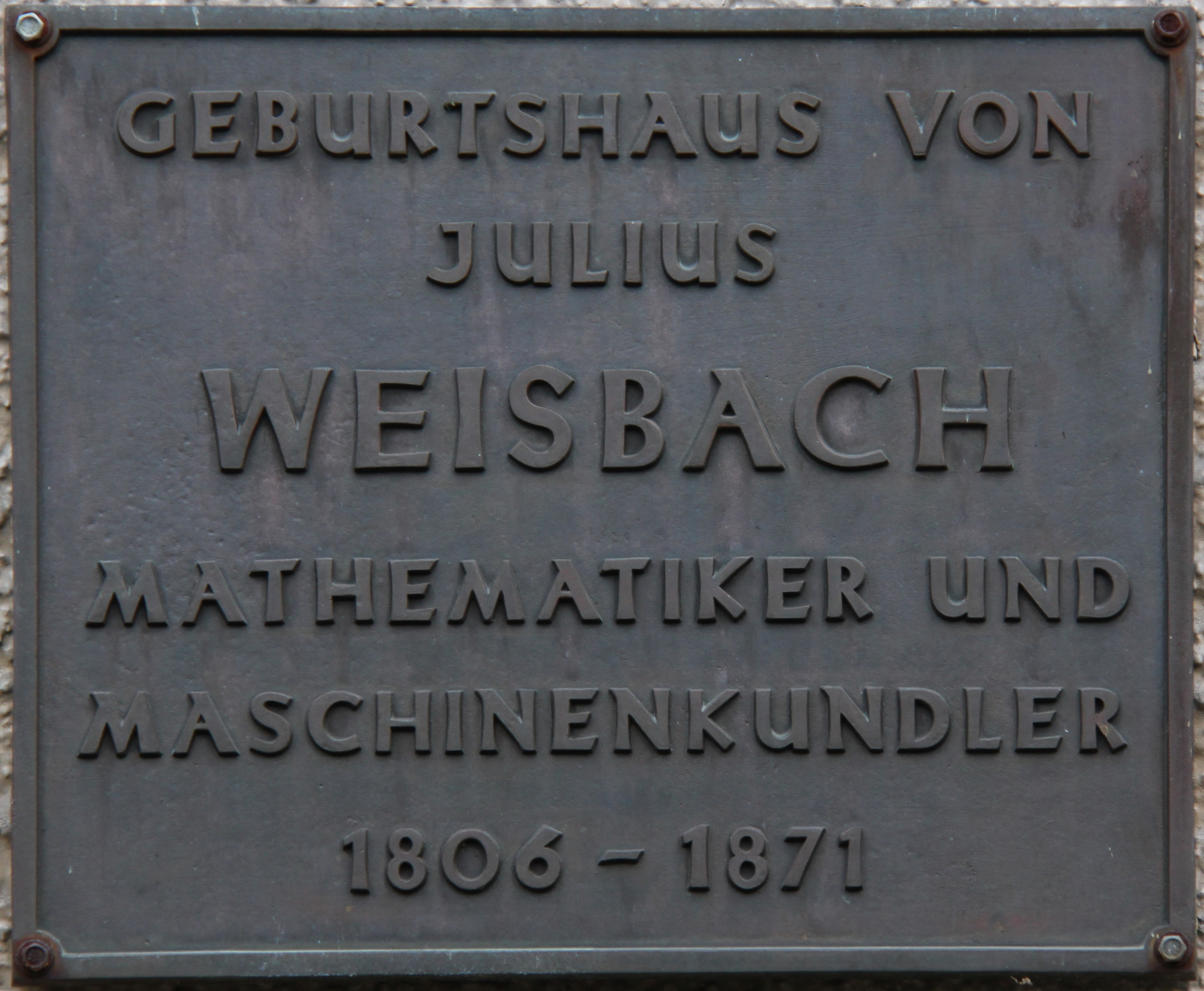
Tafel am Geburtshaus von Weisbach

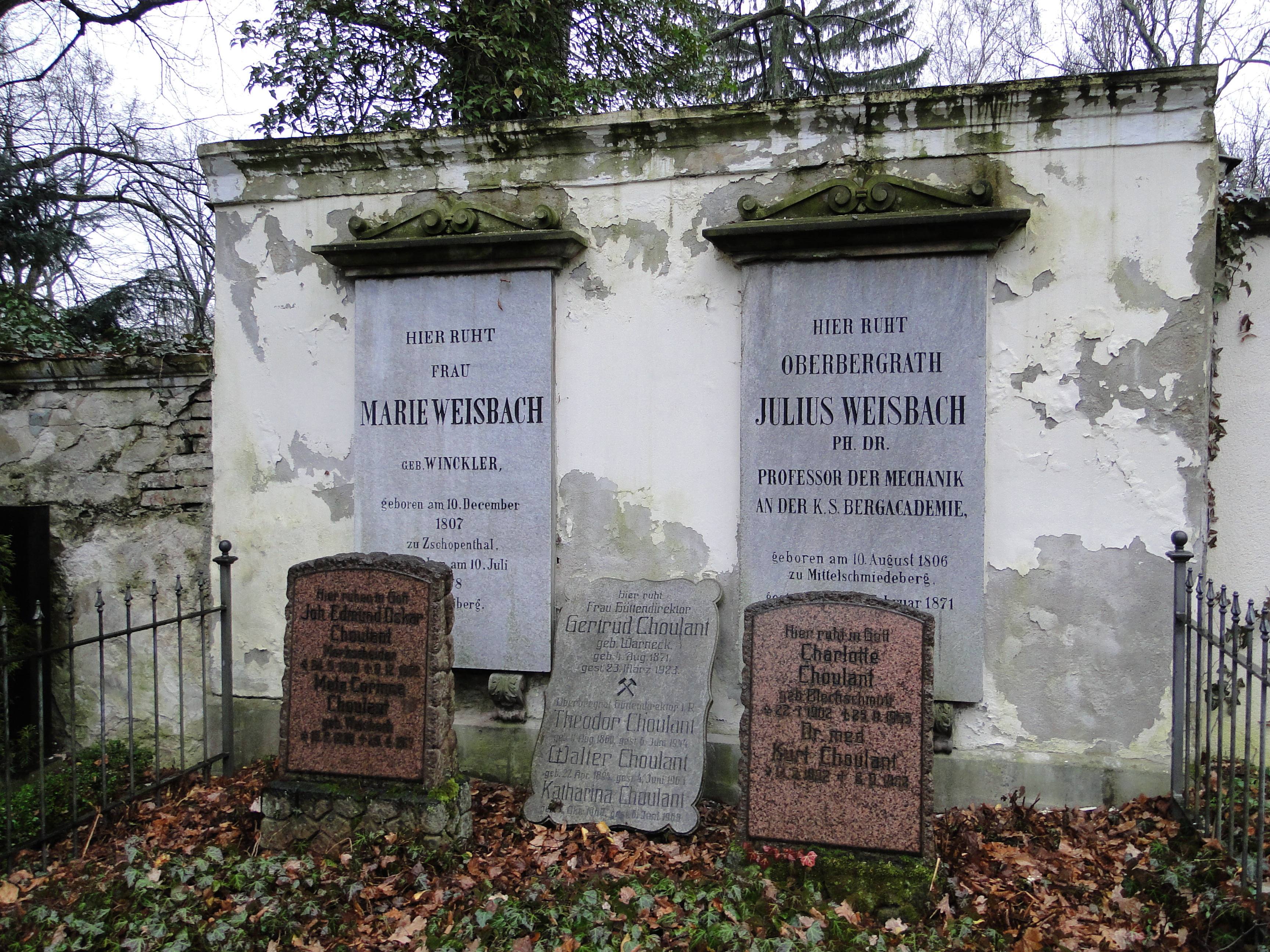
Weisbachs Grab in Freiberg

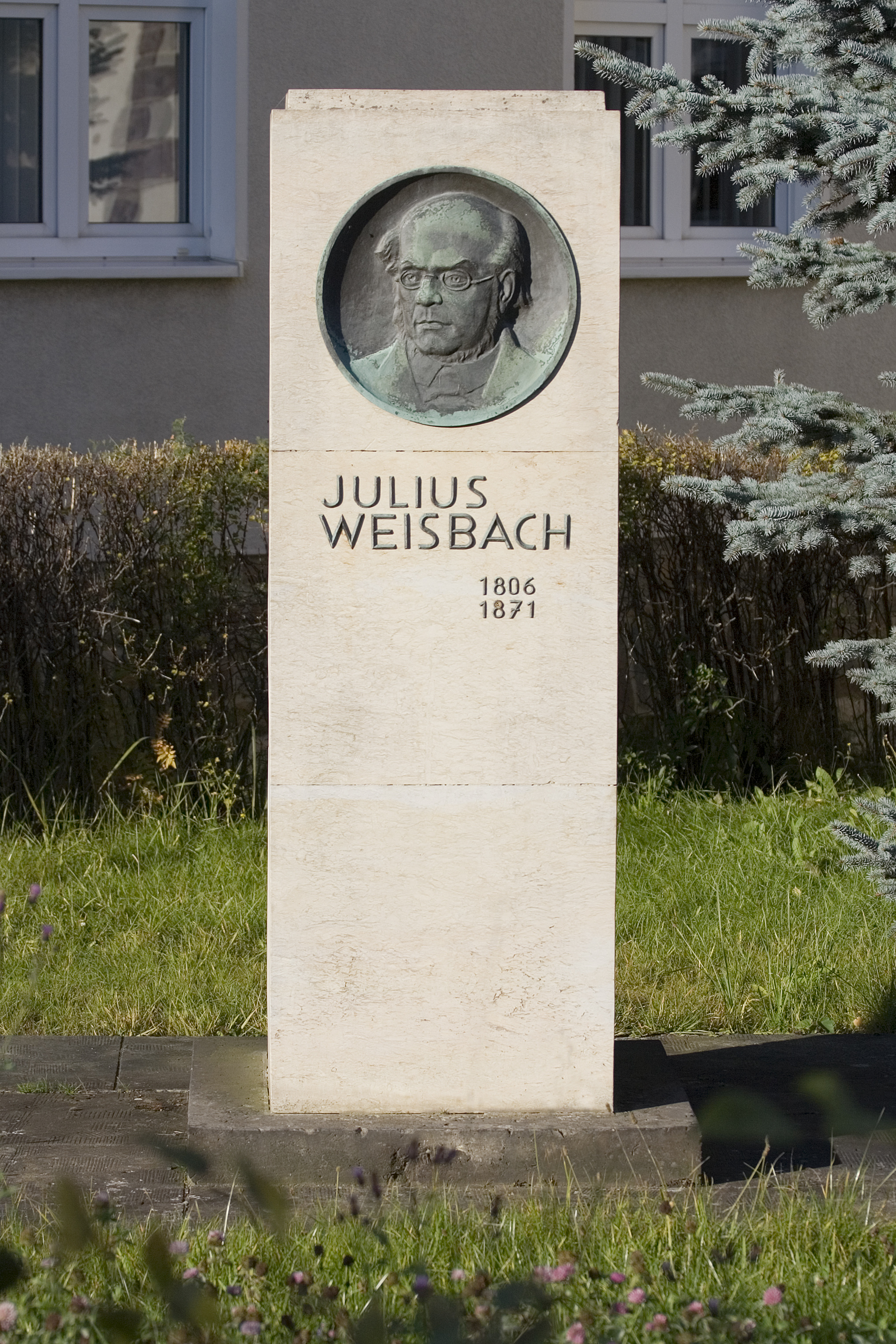
Weisbach-Denkmal auf dem Campus der TU Bergakademie Freiberg

Julius Ludwig Weisbach (* 10. August 1806 in Mittelschmiedeberg; † 24. Februar 1871 in Freiberg) war ein deutscher Mathematiker und Ingenieur. Er gilt als Begründer der neuen Markscheidekunst.

## Leben
Weisbach wurde in der Mittelschmiedeberger Hammerschänke bei Annaberg als achtes Kind von Christian Gottlieb Weisbach (1764–1835) und Christiana Rebekka Stephan (1775–1850) geboren. Sein Vater war Schichtmeister der Hammerhütte Mittelschmiedeberg, seine Mutter entstammte einer Arnsfelder Tischlerfamilie. Weisbach wuchs in ärmlichen Verhältnissen auf und besuchte die Dorfschule. Sein Vater erkannte seine naturwissenschaftliche Begabung und ermöglichte ihm den Besuch des Annaberger Gymnasiums. Weisbach übersprang dort innerhalb eines Jahres zwei Klassen. Im Jahr 1820 setzte er seine Ausbildung an der Königlichen Bergschule in Freiberg fort. 1822 bis 1826 studierte Weisbach Mineralogie, Geologie, Mathematik, Physik, Maschinenlehre und praktischen Bergbau an der Bergakademie Freiberg. Er setzte sein Studium 1827 an der Georg-August-Universität Göttingen und in Wien fort. Zu seinen Lehrern zählten Bernhard Friedrich Thibaut (Göttingen) und Friedrich Mohs (Freiberg und Wien). Stellenweise wird auch Carl Friedrich Gauß in diesem Zusammenhang erwähnt, ohne Nachweis, dass Weisbach tatsächlich Vorlesungen bei Gauß gehört hat.
Weisbach erhielt 1830 ein Stipendium für eine bergmännische Studienreise durch Österreich und Ungarn. Ein Jahr später kehrte er nach Freiberg zurück und lehrte Mathematik am Gymnasium. Am 26. November 1833 heiratete er Marie Winkler (1807–1878). Die Bergakademie übertrug ihm 1833 den Lehrstuhl für angewandte Mathematik und Bergmaschinenlehre, 1836 wurde er zum Professor für angewandte Mathematik, Mechanik, Bergmaschinenlehre und allgemeine Markscheidekunst berufen. Später hielt er darüber hinaus Vorlesungen über Kristallographie, darstellende Geometrie und andere Gebiete. Er beherrschte mehrere Fremdsprachen.
Im Jahr 1844 wirkte Weisbach privat an der Auffahrung des Rothschönberger Stollns mit. Mit seinem Theodolit ergänzte und verfeinerte er maßgeblich die offiziellen Messarbeiten mit dem Hängezeug. 1845 arbeitete er an der Darcy-Weisbach-Gleichung mit.
Weisbach war an der europäischen Gradmessung beteiligt. Für die Vermessung des Königreiches Sachsen ab 1862 war er neben Christian August Nagel und Carl Christian Bruhns zu einem sächsischen Gradmessungskommissar ernannt worden. Er war vor allem für die hypsometrischen Arbeiten zuständig. Gemeinsam mit Nagel erkundete er Standorte für Beobachtungsstationen des Triangulationsnetzes. Ab 1864 war er arbeitsteilig mit allgemeinen Kommissionsaufgaben, der Vermessung der Großenhainer Basisgrundlinie inklusive einer Maßstabsvergleichung und dem Bau von Signalen betraut.
Julius Weisbach erhielt zahlreiche Ehrungen, so 1856 den Titel Bergrat. Im Jahr 1859 wurde er zum Ehrendoktor für Philosophie an der Universität Leipzig ernannt und 1860 zum ersten Ehrenmitglied des Vereins Deutscher Ingenieure. Ab 1855 war er korrespondierendes Mitglied der Russischen Akademie der Wissenschaften in Sankt Petersburg. Sein Sohn, der Mineraloge Albin Julius Weisbach, wirkte ebenfalls viele Jahre als Professor an der Freiberger Bergakademie.
Julius Weisbach starb 1871 an einem Schlaganfall. Er wurde auf dem Donatsfriedhof in Freiberg beigesetzt.

## Verdienste
Weisbach erwarb sich vielfältige Verdienste insbesondere auf dem Gebiet des Markscheidewesens und des Bergmaschinenbaus. Er gilt als Begründer der neuen oder Visier-Markscheidekunst, bei der die Messung mit Theodolit und Nivelliergerät althergebrachte Messtechniken mit dem Hängezeug ersetzte. Seine Lehrtätigkeit fiel in die Zeit der Industriellen Revolution, die sich im Bergbau insbesondere im Durchbruch des Einsatzes von Dampfmaschinen äußerte. Weisbachs Bergmaschinenlehre verknüpfte den neuen Ansprüchen der Zeit folgend die Maschinenkunde mit der Mathematik und Mechanik. Mit seiner Schrift Die monodimetrische und anisometrische Projectionsmethode gehört Weisbach zu den Begründern der orthogonalen Axonometrie. Bei Arbeiten an einem geodätischen Problem entwickelte Weisbach 1840 die orthogonale Regression. Sein Lehrbuch der Ingenieur- und Maschinen-Mechanik von 1846 galt – auch international – als Standardwerk im Ingenieurwesen. Weisbachs Lehrtätigkeit war durch eine enge Verbindung von Theorie und Praxis gekennzeichnet.

## Ehrungen
Nach ihm sind Weisbachstraßen in Berlin, Dortmund, Frankfurt/Main und Freiberg benannt. Im Jahr 1994 wurde an seinem Geburtshaus in Mittelschmiedeberg eine Gedenktafel angebracht. 2002 gründete sich der Freundeskreis Julius Weisbach, eine Vereinigung von Familienangehörigen des Wissenschaftlers.
Das berufliche Schulzentrum für Technik und Wirtschaft „Julius Weisbach“ in Freiberg wurde nach ihm benannt.

### Julius-Weisbach-Preis
Die TU Bergakademie Freiberg vergibt pro Semester den Julius-Weisbach-Preis an Professoren, Hochschuldozenten, wissenschaftliche Assistenten, Oberassistenten, Oberingenieure, Lehrkräfte für besondere Aufgaben und wissenschaftliche Mitarbeiter für beispielhafte Leistungen in der Lehre.

## Schriften
- Handbuch der Bergmaschinenmechanik (zwei Bände), Weidmann, Leipzig 1835/1836.
- Lehrbuch der Ingenieur- und Maschinen-Mechanik, Friedrich Vieweg und Sohn, Braunschweig 1846–1868.
  - Erster Theil: Theoretische Mechanik. 2. Auflage, 1850; archive.org. 4. Auflage, 1863; Teil 1; archive.org; archive.org, Teil 2; books.google.de
  - Zweiter Theil: Statik der Bauwerke und Mechanik der Umtriebsmaschinen. 2. Auflage. 1851; archive.org. 4. Auflage. 1868; archive.org, archive.org, Teil 1. archive.org; archive.org; Teil 2.
  - Dritter Theil: Die Zwischen- und Arbeitsmaschinen enthaltend. 1.–3. Auflage. 1860; archive.org; archive.org; archive.org; Teil 1; archive.org; archive.org; Teil 2.
- Der Ingenieur. Sammlung von Tafeln, Formeln und Regeln. Friedrich Vieweg und Sohn, Braunschweig. 1. Auflage. 1848; archive.org. 5. Auflage. 1868; archive.org.
- Die neue Markscheidekunst und ihre Anwendung auf die Anlage des Rothschönberger Stollns bei Freiberg. Friedrich Vieweg und Sohn, Braunschweig 1851.
- Die Experimental-Hydraulik. Eine Anleitung zur Ausführung hydraulischer Versuche im Kleinen, nebst Beschreibung der hierzu nöthigen Apparate. J. G. Engelhardt, Freiberg 1855; archive.org.
- Die monodimetrische und anisometrische Projectionsmethode. In: Polytechnische Mitteilungen von Volz und Karmarsch. Band 1. Tübingen 1844, S. 125–136
- Anleitung zum axonometrischen Zeichnen. J. G. Engelhardt, Freiberg 1857.
- Vorträge über mathematische Geographie, gehalten an der königlich sächsischen Bergakademie zu Freiberg. J. G. Engelhardt, Freiberg 1878 (edoc.hu-berlin.de).